# Круговец-Калинино
Круговец-Калинино (бел. Кругавец-Калініна, до 1920 года — Круговец) — агрогородок в Добрушском районе Гомельской области Республики Беларусь. Административный центр Круговец-Калининского сельсовета.

## География
В 46 км на юго-восток от районного центра Добруша, в 61 км от Гомеля, в 3 км от железнодорожной станции Круговец, на ветке Тереховка — Круговец от линии Гомель — Бахмач.
Расположена пограничная застава "Круговец-Калинино" Гомельской пограничной группы.

## Транспортная система
Транспортная связь по просёлочной, затем по автодороге Тереховка — Гомель. В населённом пункте 402 жилых дома (2004 год). Планировка состоит из прямолинейной улицы с переулком, с ориентацией с юго-востока на северо-запад, к ней с северо-востока примыкает 2-я улица. Застройка двухсторонняя, деревянными домами усадебного типа. В 1986 году построены кирпичные дома на 50 семей, в которых были переселены жители с загрязнённых после катастрофы на Чернобыльской АЭС территорий.

## Экология и природа
Примечательным природным объектом является небольшое, заболоченное по берегам, озеро посреди агрогородка. Озеро носит народное название Мох и имеет островок.

## История
По письменным источникам населённый пункт известен с XVIII века как деревня Белицкого уезда Могилёвской губернии. В 1816 году построена деревянная церковь. В 1848 году находилась во владении помещицы Е. И. Савицкой. Во 2-й половине XIX века начал работу хлебозапасный магазин. Открыто народное училище, в котором в 1889 году учились 78 учеников. В 1886 году находились церковь и 2 лавки. В 1897 году в селе находились церковь, 2 хлебозапасных магазина, 3 лавки, корчма. В Поповской волости Гомельского уезда Могилёвской губернии.
В 1926 году работало почтовое отделение, школа.
С 8 декабря 1926 года является центром Круговец-Калининского сельсовета Краснобудского, с 4 августа 1927 года Тереховского, с 25 декабря 1962 года Добрушского районов Гомельского округа, с 20 февраля 1938 года Гомельской области.
В 1929 году организованы 2 колхоза. Работали 4 ветряные мельницы, конные круподробилки, 2 кузницы, маслодавилка. В 1930-е годы сёла Круговец и Калинино объединены в одно.
Во время Великой Отечественной войны в 1943 году оккупанты сожгли деревню. Освобождена 25 сентября 1943 года. В боях за деревню погибли 27 советских солдат и 1 партизан, которые были похоронены в братской могиле в центре деревни. На фронтах и партизанской борьбе погибли 222 жителя деревни. В память о погибших в центре деревни в 1964 году установлены 4 стелы и мраморные доски с именами погибших.
В период немецко-фашистской оккупации жители деревни активно помогали партизанам, действовавшего в Добрушском районе и на территории Черниговской области партизанского отряда под командованием Георгия Ивановича Артазея. Этот отряд входил в партизанское соединение Ковпака. В этом отряде воевал и уроженец деревни Ломоносов Петр Михайлович (1923 г.р.).
Связной партизанского отряда была Ирина Агафоновна Хворосткова, спасшая 22 советских солдат плененных фашистами и содержавшихся в колхозном овине. После Великой Отечественной войны Ирина Агафоновна окончила Гомельское медицинское училище и долгое время работала фельдшером района, большую часть времени заменяя и врача.
Об этой странице истории деревни рассказал писатель Евгений Гуцало в своей книге «Из огня воскресли».
В 1959 году центр колхоза имени М. И. Фрунзе. Размещены средняя школа, амбулатория, Дом культуры, библиотека, детский сад, отделение связи. В 1980-е годы построена кирпичная школа.
В состав Круговец-Калининского сельсовета входили в настоящее время несуществующие посёлки: до 1969 года Круглый, до 1974 года — Городок.
В 2010 году деревня Круговец-Калинино преобразована в агрогородок.    

## Население

### Численность
- 2004 год — 402 двора, 1050 жителей

### Динамика
- 1848 год — 106 дворов
- 1886 год — 166 дворов, 1172 жителя
- 1897 год — 233 двора, 1317 жителей (согласно переписи)
- 1959 год — 557 жителей (согласно переписи)
- 2004 год — 402 двора, 1050 жителей

## Культура
- Дом культуры
- Краеведческий музей ГУО "Круговец-Калининская средняя школа" (1993 год)

## Достопримечательность
- Братская могила советских воинов и партизан (1941-1943 гг.) —  Историко-культурная ценность Республики Беларусь, шифр 313Д000262

### Памятник, скульптура
- Памятник землякам, погибшим в Великой Отечественной войне

## Галерея
- Озеро Мох
- Панорама озера Мох
- Дом культуры

## Известные лица
- Иван Иванович Титоренко — поэт, победитель литературного конкурса, посвящённого народному писателю Беларуси И. П. Шамякину. Награждён в Дни белорусской письменности в Добруше.